# Valentina Giacinti
Valentina Giacinti (Trescore Balneario, 1994. január 2. –) olasz női válogatott labdarúgó. Az olasz élvonabeli Fiorentina játékosa kölcsönben a Milan csapatától.

## Pályafutása

### Klubcsapatokban

#### Atalanta
Az Atalanta csapatánál kezdte meg pályafutását és 2010. január 30-án a Tavagnacco ellen bemutatkozhatott a Serie A-ban. Első szezonjában összesen 10 meccsen lépett pályára, de kapuba találnia még nem sikerült. Bár klubjával a következő évében a másodosztályba estek vissza, az első fordulóban mesterhármassal hangolt a következő mérkőzésekre, és 15 találatot jegyzett 21 bajnokin. A Serie B-ben kezdte a 2012-es idényt is és 25 meccsen újabb 19 gólt szerezve csapata legeredményesebb játékosa lett, azonban új kihívást keresve a Napoli gárdájához szerződött.

#### Napoli
A bajnokságba frissen feljutott Napolival az első osztályú tagság megőrzése volt a cél, azonban sem a klub, sem Giacinti nem remekelt a szezon elején. A 10. fordulóban találta meg góllövő cipőjét és 29 meccsen 17 góljával járult hozzá a Napoli 5. helyezéséhez. Eredményes játéka ellenére visszatért Lombardiába és a Mozzanica együtteséhez kötelezte el magát.

#### Mozzanica
Négy idényen és 96 mérkőzésen keresztül szolgálta a kék-feketéket és imponáló 86 találatot jegyzett. A 2015–2016-os szezonban pedig 32 találattal gólkirálynő lett, azonban egy bajnoki bronzéremnél nem sikerült jobb eredményt elérni klubjával, Giacinti pedig ekkoriban már az egyik legkeresettebb támadó volt hazájában, így nem volt meglepő, hogy elfogadta a Brescia ajánlatát.

#### Brescia
A kétszeres bajnok soraiban Cristiana Girelli, Daniela Sabatino és Valentina Bergamaschi mellett 35 meccsen 28-szor talált ellenfelei hálójába. 21 bajnoki góljával ismét megszerezte a gólkirálynői címet, mellyel ezüstéremhez és egy szuperkupa győzelemhez segítette csapatát. Négy alkalommal kezdett a Bajnokok Ligájában, de az Ajax elleni győzelem után a nyolcaddöntőben a francia Montpellier búcsúztatta klubját.

#### Milan
Miután 2018. június 11-én az AC Milan felvásárolta a ACF Brescia első osztályú licenszét, Giacinti több társával egyetemben a piros-feketék csapatához távozott. Első szezonjában a harmadik gólkirálynői címét és egy bajnoki bronzérmet szerzett, majd 9 találattal fejezte be a világjárvány miatt lezárult 2019–2020-as idényt.

#### Fiorentina
2022 január elején a szezon hátralévő részére kölcsönbe került a Fiorentina csapatához.

### A válogatottban
Válogatott debütálásakor 2015. szeptemberében a 70. percben léphetett pályára Grúzia ellen, egy 2017-es Eb-selejtező mérkőzésen. A 2019-es világbajnokságon a nyolcaddöntő 15. percében talált be Kínának.

## Sikerei, díjai

### Klubcsapatokban
Olasz szuperkupa-győztes (1):
- Brescia (1): 2017

 Olasz bajnoki ezüstérmes (2):
- Brescia (1): 2017–18
- AC Milan (1): 2020–21

 Olasz kupadöntős (1):
- Brescia (1): 2017–18

 Washington állami bajnok (1):
- Seattle PHA (1): 2013

 Evergreen-kupa győztes (1):
- Seattle PHA (1): 2013

### A válogatottban
Olaszország
- Ciprus-kupa ezüstérmes (1): 2019[7]

### Egyéni
Olasz gólkirálynő (3): 2015–16 – (32 gól), 2017–18 – (21 gól), 2018–19 – (21 gól)

## Statisztikái

### Klubcsapatokban
2021. március 7-el bezárólag
| Klub             | Szezon           | Bajnokság | Bajnokság | Kupa  | Kupa | Nemzetközi | Nemzetközi | Össz. | Össz. |
| Klub             | Szezon           | Mérk.     | Gól       | Mérk. | Gól  | Mérk.      | Gól        | Mérk. | Gól   |
| ---------------- | ---------------- | --------- | --------- | ----- | ---- | ---------- | ---------- | ----- | ----- |
| Atalanta         | 2009–10          | 10        | 0         | 1     | 0    | 0          | 0          | 11    | 0     |
| Atalanta         | 2010–11          | 21        | 15        | 3     | 2    | 0          | 0          | 24    | 17    |
| Atalanta         | 2011–12          | 25        | 19        | 1     | 0    | 0          | 0          | 26    | 19    |
| Atalanta         | Összesen         | 56        | 34        | 5     | 2    | 0          | 0          | 61    | 36    |
| Napoli           | 2012–13          | 29        | 17        | 5     | 2    | 0          | 0          | 34    | 19    |
| Napoli           | Összesen         | 29        | 17        | 5     | 2    | 0          | 0          | 34    | 19    |
| AC Seattle PHA   | 2013             | 6         | 4         | 0     | 0    | 0          | 0          | 6     | 4     |
| AC Seattle PHA   | Összesen         | 6         | 4         | 0     | 0    | 0          | 0          | 6     | 4     |
| Mozzanica        | 2013–14          | 26        | 19        | 1     | 1    | 0          | 0          | 27    | 20    |
| Mozzanica        | 2014–15          | 26        | 21        | 6     | 6    | 0          | 0          | 32    | 27    |
| Mozzanica        | 2015–16          | 22        | 32        | 6     | 9    | 0          | 0          | 28    | 41    |
| Mozzanica        | 2016–17          | 22        | 14        | 4     | 5    | 0          | 0          | 26    | 19    |
| Mozzanica        | Összesen         | 96        | 86        | 17    | 21   | 0          | 0          | 113   | 107   |
| Brescia          | 2017–18          | 23        | 21        | 8     | 7    | 4          | 0          | 35    | 28    |
| Brescia          | Összesen         | 23        | 21        | 8     | 7    | 4          | 0          | 35    | 28    |
| Milan            | 2018–19          | 21        | 21        | 5     | 2    | 0          | 0          | 26    | 23    |
| Milan            | 2019–20          | 15        | 9         | 2     | 0    | 0          | 0          | 17    | 9     |
| Milan            | 2020–21          | 21        | 18        | 1     | 1    | 4          | 0          | 26    | 19    |
| Milan            | Összesen         | 57        | 48        | 8     | 3    | 4          | 0          | 59    | 45    |
| Karrier összesen | Karrier összesen | 267       | 210       | 43    | 35   | 8          | 0          | 314   | 245   |

### Válogatottban
2021. április 13-al bezárólag
| Válogatott  | Szezon   | Mérk. | Gól |
| ----------- | -------- | ----- | --- |
| Olaszország |          |       |     |
| 2015        | 7        | 0     |     |
| 2016        | 3        | 0     |     |
| 2017        | 2        | 0     |     |
| 2018        | 9        | 2     |     |
| 2019        | 14       | 6     |     |
| 2020        | 2        | 1     |     |
| 2021        | 2        | 3     |     |
| Összesen    | Összesen | 39    | 12  |